# Eva Kaili
Eva Kaili (en griego: Εύα Καϊλή; Salónica, Grecia, 26 de octubre de 1978) es una política y expresentadora de noticias griega, miembro del Parlamento Europeo. Ejerció de vicepresidenta del Parlamento Europeo desde el 18 de enero de 2022 hasta el 14 de diciembre de 2022, cuando fue cesada de su cargo tras estar bajo investigación por un delito de corrupción relacionado con el caso Qatargate, motivo por el que también fue expulsada de su partido político, el Movimiento Socialista Panhelénico (PASOK), del que era su representante. Anteriormente fue presentadora de noticias de televisión del canal de televisión griego MEGA Channel.

## Biografía
El padre de Eva, Alexandros Kaili, es un ingeniero mecánico y eléctrico nacido en Estambul. Su madre, Maria Ignatiadou, de ascendencia griega de Asia Menor, creció en Imathia. Eva tiene una hermana menor, Mantalena, que es abogada.

### Educación y trayectoria profesional
Kaili fue a la escuela y al instituto en el primer Lyceum. Estudió Arquitectura e Ingeniería Civil en la Universidad Aristóteles de Salónica, y obtuvo su máster en Política Europea de la Universidad del Pireo. En 2014, empezó los estudios de doctorado en economía política, aunque hasta la fecha no los terminó.
Antes de su carrera política, entre 2004 y 2007, Kaili fue locutora del canal de televisión más influyente de Grecia. Entre 2012 y 2014, fue consultora en Estrategia de Comunicación y Asuntos Públicos y Exteriores de un grupo de farmacéuticas griegas y de uno de los mayores grupos de medios de comunicación del país.

### Trayectoria política
En 1992 Kaili se unió al Campamento Panhelénico de Estudiantes Militantes (PASP) y a las Juventudes del PASOK. En 2001 fue Presidenta de la Asociación de Estudiantes de Arquitectura y en 2002 ya era la persona más joven en convertirse en miembro electo del Ayuntamiento de Salónica. También participa activamente en Love 146, una organización internacional contra la esclavitud y la explotación infantil. Y es miembro de la Fundación Panagia Soumela.

### Miembro del Parlamento Helénico
En las elecciones nacionales de 2007 fue elegida como miembro del Parlamento Helénico, llamado Consejo de los Helenos, en representación del primer distrito de Salónica. Miembro más joven del Parlamento, electa por el PASOK, ya había sido la candidata más joven en presentarse en las elecciones nacionales de 2004. Conservó su escaño en las elecciones nacionales de 2009.
Durante su legislatura en el Parlamento, Kaili ha sido miembro de los siguientes comités parlamentarios: Comisión Permanente de Asuntos Culturales y Educativos, Comisión Permanente de Defensa Nacional y Asuntos Exteriores y Comisión Permanente Especial de Griegos en el Extranjero. También es miembro de la Cooperación Económica del Mar Negro (BSEC), de la Asamblea Parlamentaria de la OTAN y de la Asamblea Parlamentaria de la Unión por el Mediterráneo. Ha representado a Grecia en conferencias y misiones especiales en el extranjero.
Cargos parlamentarios:
- Miembro del Comité Especial para Helenos en el Extranjero (Diáspora griega o helénica)
- Miembro del Comité de Defensa Nacional y Asuntos Exteriores

### Miembro del Parlamento Europeo
Kaili es una política griega y ha sido miembro del Parlamento Europeo en la legislatura 2014-2019. Es miembro de la Grupo de la Alianza Progresista de Socialistas y Demócratas en Europa. Es conocida internacionalmente como fundadora del Foro del Futuro en Bruselas y presidenta del Panel del Futuro de la Ciencia y la Tecnología del Parlamento Europeo, liderando tecnologías exponenciales. Se considera una de las mujeres que «han dado forma a Bruselas» y ha sido miembro de la Banda de Eurodiputados de la Tecnología, que aglutina a los «principales eurodiputados que abordan la revolución digital», según Político en 2018. 
Recibió en 2018 el Premio Europeo a Eurodiputados —MEP Awards 2018— por su trabajo en la Agenda Digital para Europa. Cuando fue preseleccionada como una de las mejores eurodiputadas en 2016, Der Spiegel la calificó como una de las mejores representantes de la ciudadanía europea. 
Business Insider la llamó "la política griega más popular del mundo" con una "historia extremadamente impresionante" y al año siguiente la consideró como "una política prometedora con un fuerte apoyo de la juventud" en 2012. Der Spiegel también se refirió a ella como una "política previsora" y "valiente" por su postura durante la crisis económica y política de Grecia, incluyéndola en su lista de “People of the Year 2011”. La consideró una de las mujeres más influyentes en política.
Como una de los Líderes Digitales para Europa por el Foro Económico Mundial de Davos y el Blockchain Council, fue una de las oradoras en China en el Grupo Informal de Líderes Económicos Mundiales por el FEM en 2018.
Es miembro del Consejo Global de Inteligencia Extendida de la Asociación de Estándares IEEE y del MIT Media Lab. CXI fue creado para diseñar sistemas que integren a los humanos y las máquinas priorizando los ideales, las personas y el planeta por encima de las ganancias y la productividad para un Buen Futuro <globalcxi.org>. Antonio Tajani, Presidente del Parlamento Europeo, aceptó su petición de transformar la Evaluación de Opciones de Ciencia y Tecnología (STOA, por las siglas en inglés de Science and Technology Options Assessment), la Unidad de Prospectiva Científica y el Centro Europeo de Medios de Comunicación Científicos, en el Panel del Futuro de la Ciencia y la Tecnología con el fin de monitorear la ciencia y las tecnologías exponenciales, y proporcionar Datos Científicos a los Europarlamentarios para Comunicar la Ciencia a la Ciudadanía Europea con talleres, estudios y campañas.
Es la primera mujer que ocupa la presidencia de Ciencia y Tecnología en el Parlamento Europeo.
En 2019 fue reelegida como Europarlamentaria para la legislatura 2019 - 2024 como representante de Grecia y adscrita al S&D.

## Investigación por corrupción
A enero de 2023, Kaili está siendo investigada por las autoridades judiciales y policiales de Bruselas por formar parte de una trama de corrupción y lavado de dinero financiada por Catar, destapada en diciembre de 2022. Se sospecha que junto a su actual pareja, el también socialista Pier-Antonio Panzeri, antiguo eurodiputado y asistente parlamentario, y otros políticos de PASOK, habían actuado en defensa de los intereses del país del Golfo, siendo Panzeri el cabeza de la trama. Según la información publicada en la prensa internacional, la operación, lanzada el 9 de diciembre de 2022, se basa en una investigación en marcha desde julio de este año. El objetivo de la trama habría sido «tratar de influir en las decisiones económicas y políticas» de las instituciones europeas en pro de los intereses cataríes, a cambio de grandes sumas de dinero y regalos, de los que la Fiscalía Federal de Bélgica ha podido recuperar 600 000 euros.
Kaili ha sido defensora de las autoridades cataríes en el ámbito de los derechos humanos, habiendo elogiado su labor hecha en esta materia, lo cual le ha valido las críticas de parlamentarios de ambos lados del espectro político. En una visita sorpresa al país árabe en vísperas del Mundial de fútbol —cuya celebración ha defendido— un par de semanas antes de su puesta a disposición judicial, dijo representar a los 500 millones de ciudadanos europeos, solicitando la eliminación del requisito del visado Schengen para los turistas cataríes. Según publicaciones, su visita a Catar se produjo después de haber provocado la cancelación de una visita oficial de un comité del Parlamento Europeo, que podría haber sido crítico con algunas de las políticas internas y sociales del país.

## Posiciones políticas

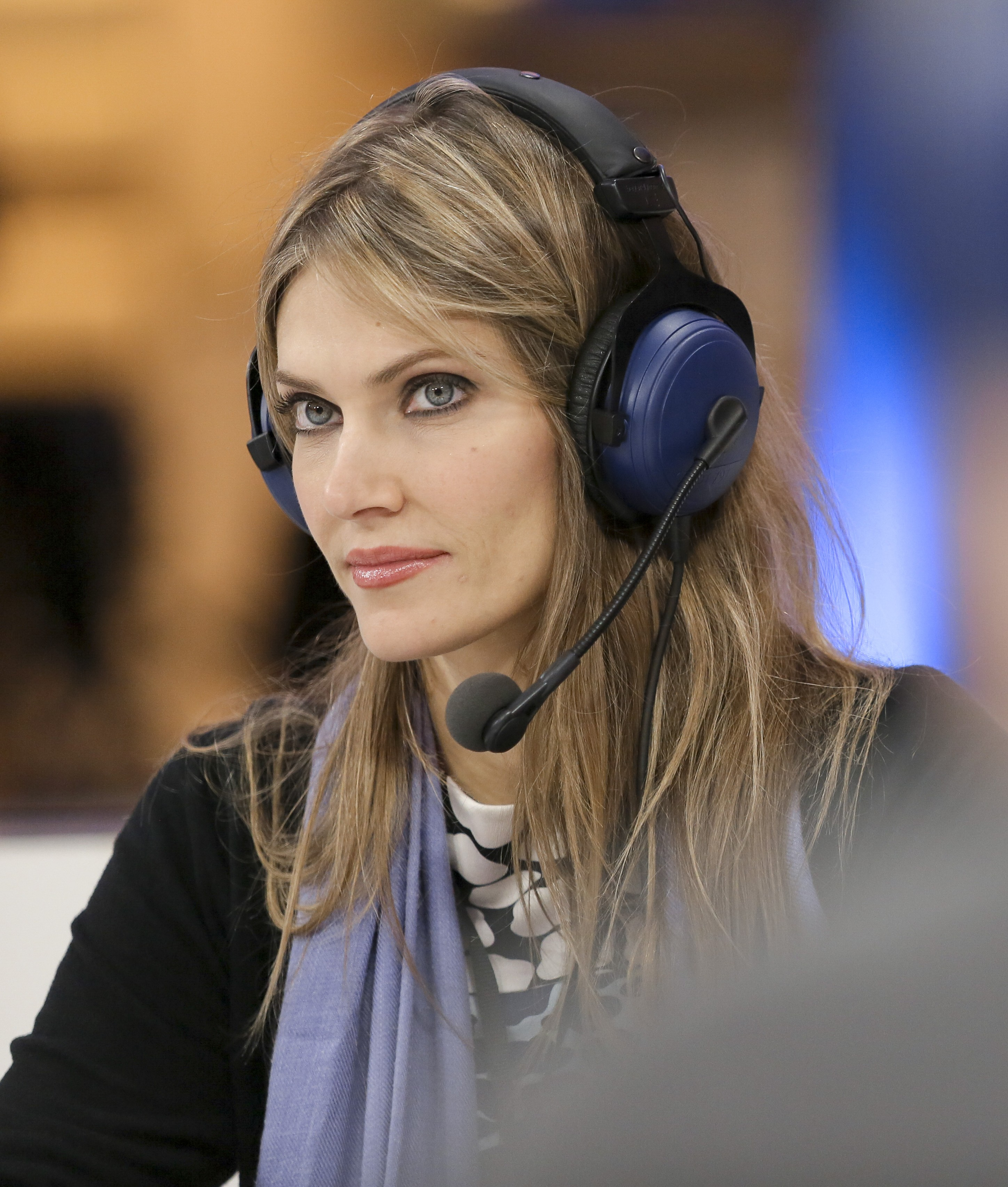
Eva Kaili en un debate sobre anticorrupción en la U.E. en 2016.

Eva Kaili es una figura controvertida dentro de su partido, el PASOK, y adopta regularmente posiciones cercanas a la derecha.
El presidente del PASOK, Níkos Androulákis, afirmó en diciembre de 2022 que Éva Kaïlí "actuó como un caballo de Troya de Nueva Democracia", el partido conservador griego, y que le había informado que ya no sería candidata del partido en las próximas elecciones europeas.
En 2018, durante el acuerdo entre Atenas y Skopje que puso fin a una larga disputa sobre el nombre del pequeño país balcánico, ahora llamado Macedonia del Norte, tuiteó: “Estoy avergonzada. Es un daño irreparable para la Historia, Macedonia y los griegos’"
En 2019, también dijo que “los beneficios son para los vagos”, criticando las ayudas sociales distribuidas por el gobierno de Alexis Tsipras para hacer frente a la crisis económica que había puesto de rodillas al país y sumido a muchos griegos en la miseria.
En 2022, el presidente del PASOK también lo criticó por haber tratado de minimizar el asunto de las escuchas que salpica al Gobierno conservador.